# Ribbåt
För databasen RIB, se RIB (informationssystem)

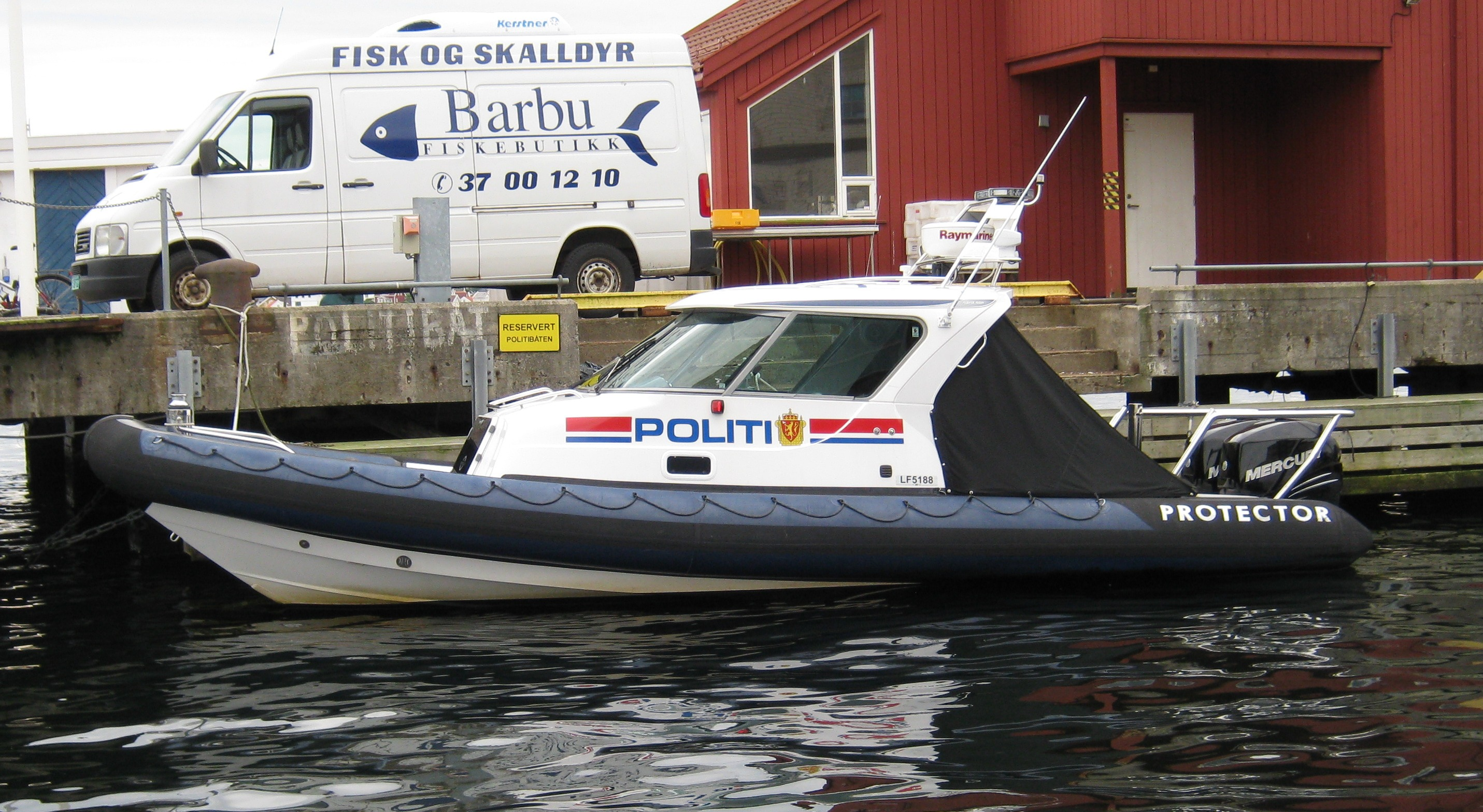
Norsk polisbåt i Arendal

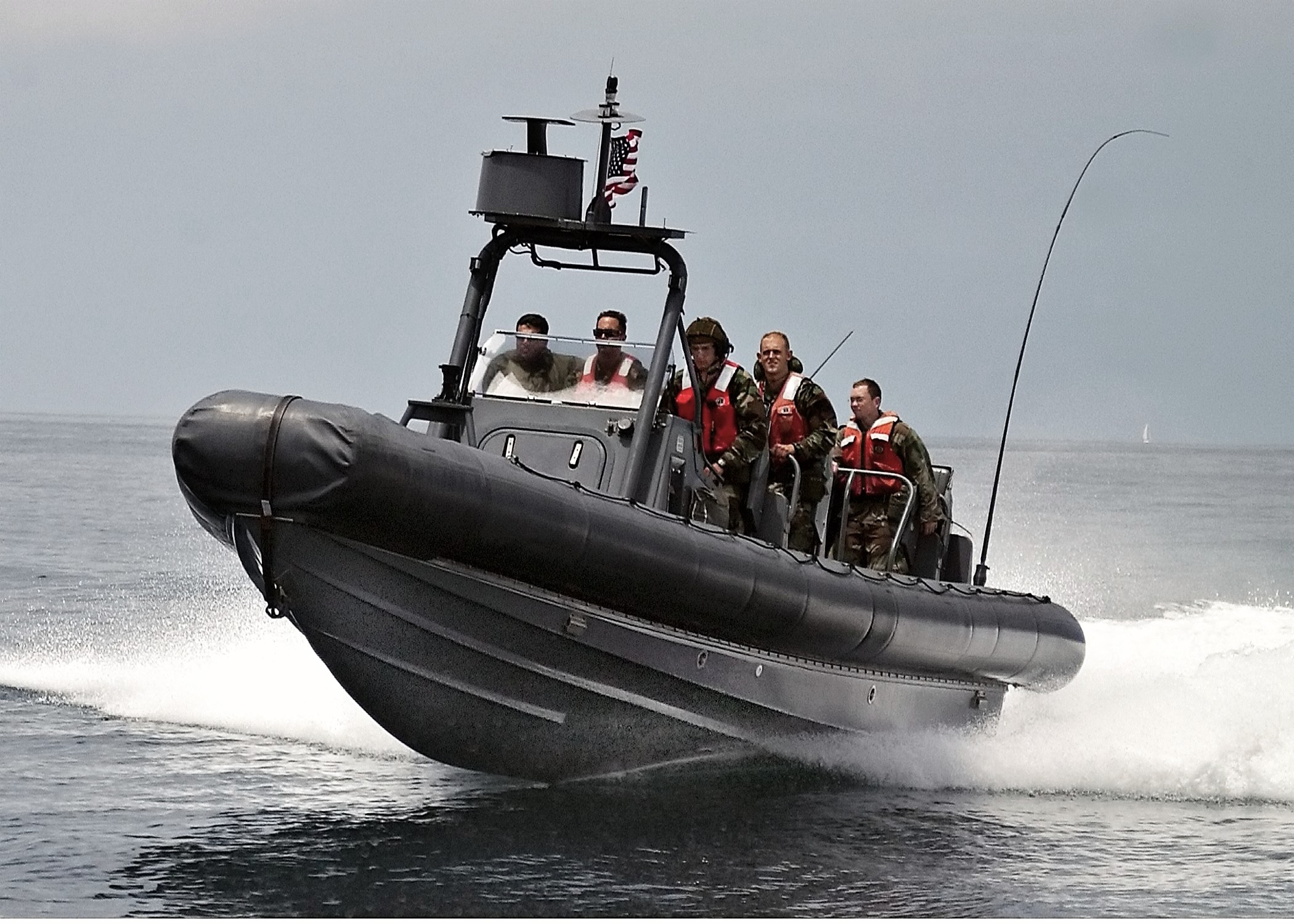
En ribbåt inom den amerikanska flottan

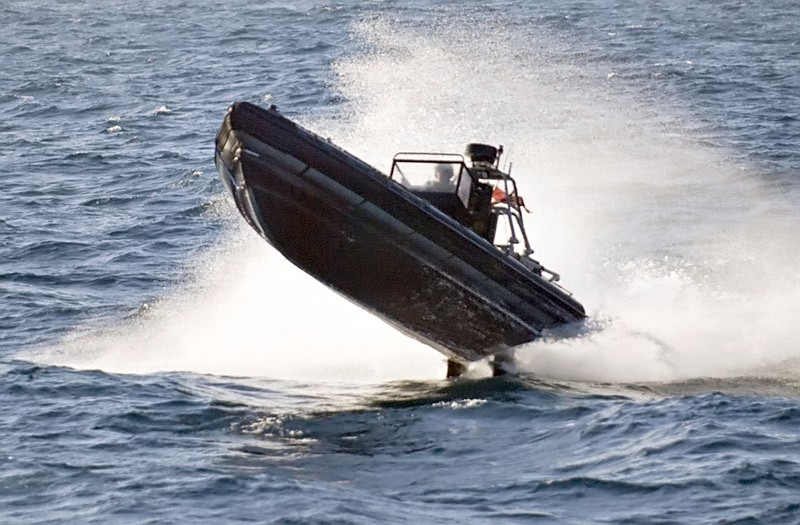
Ribbåt ur danska Søværnet

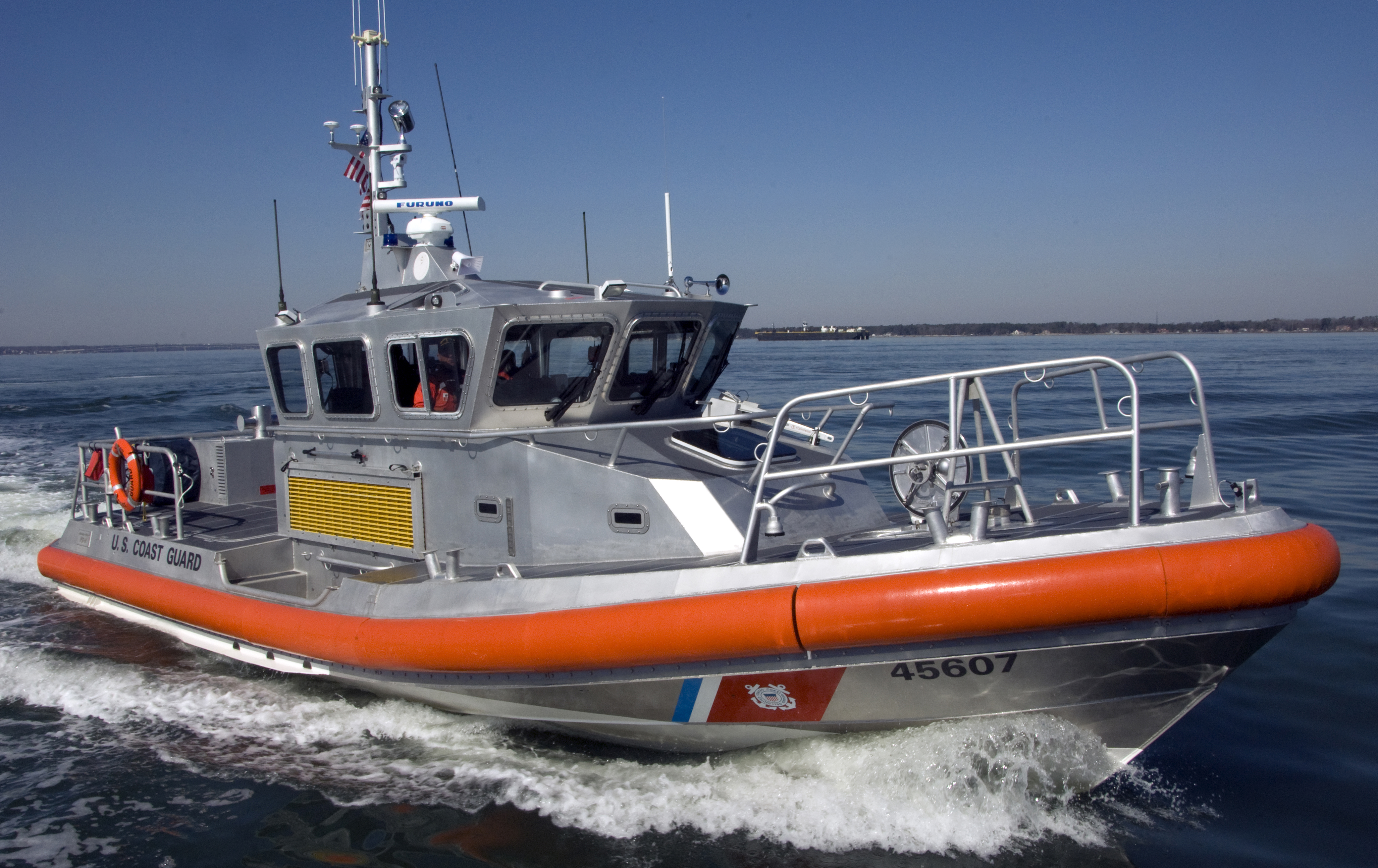
En Response Boat - Medium ur USA:s kustbevakning

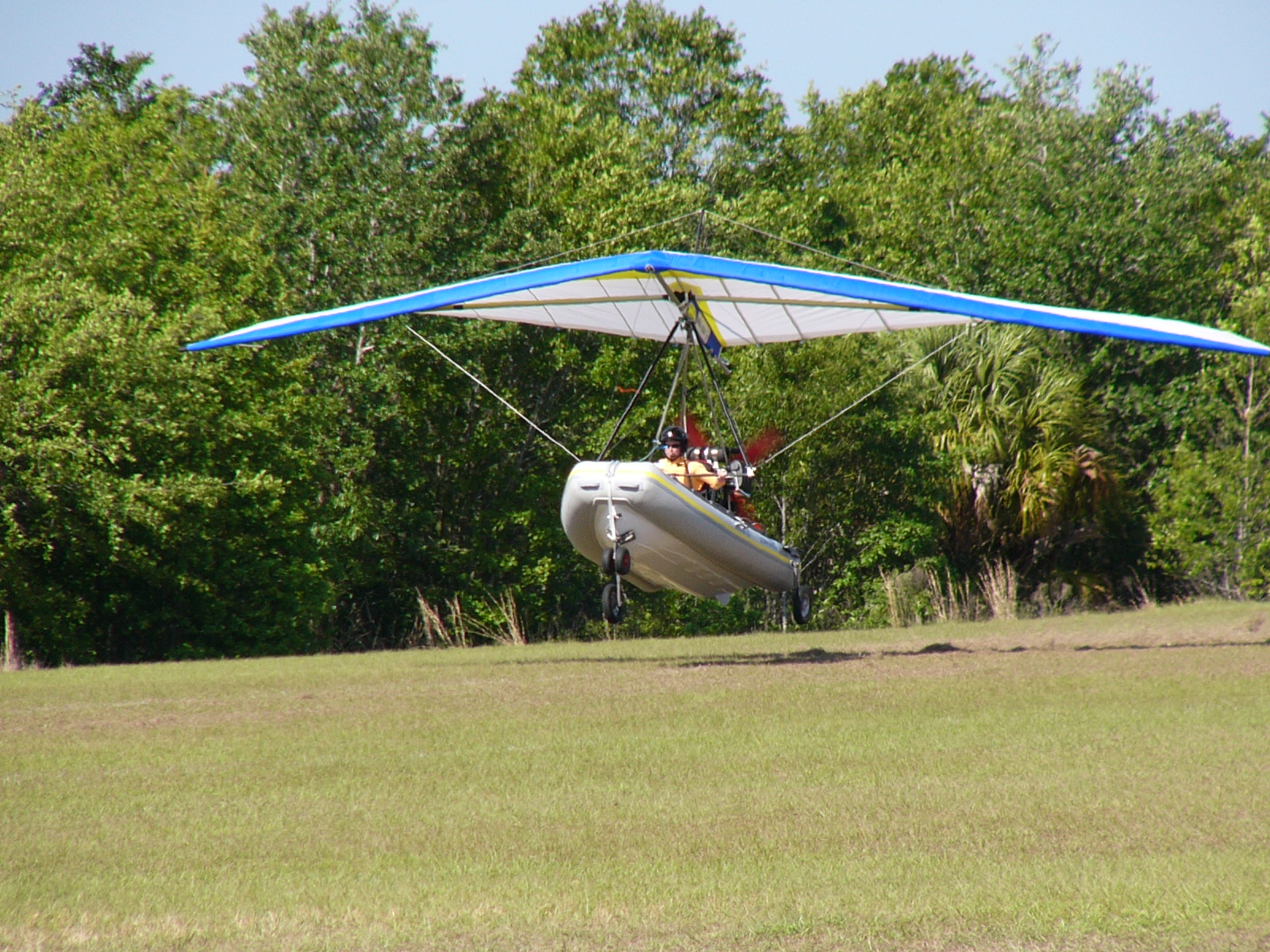
Polaris Flying Inflatable Boat

En ribbåt, eller RIB-båt, (Rigid Inflatable Boat) eller RHIB-båt (rigid-hulled inflatable boat) är en båt med styvt skrov med luftfyllda gummipontoner. 
Ribbåtarnas skrov tillverkas normalt av glasfiberarmerad plast, kolfiberlaminat eller aluminium. Karaktäristiskt för ribbåtar är att de är lätta i förhållande till sin storlek, kan gå mycket snabbt och att de har hög sjövärdighet även i grov sjö. Exempelvis har  den amerikanska kustbevakningens 13,64 meter långa fartyg i 16,3 tons-klassen Response Boat - Medium en högsta hastighet på 42,5 knop (78,7 kilometer/timme).

## Historik
Ribbåtar utvecklades för att få fram bättre räddningsbåtar för sjösättning från stränder under mitten av 1960-talet vid Atlantic College i Llantwit Major i Wales i samarbete med Royal National Lifeboat Institution De utvecklades från gummibåtar och patenterades formellt av rektorn och pensionerade amiralen Desmond Hoare. Patentet såldes 1969 till Royal National Lifeboat Institution för ett brittiskt pund. De första brittiska kommersiellt producerade ribbåtarna var företaget Avon Rubbers Searider-modell, som lanserades i januari 1969.

## Utförande
Små ribbåtar är normalt anpassade till utombordsmotorer, medan större ribbåtar också kan ha en eller två inombordsmotorer, och då vanligtvis i kombination med vattenjetdrift. De är storleksmässigt 4–14 meter långa. De kan vara gjorda som en styrpulpetbåt med ratt och reglage på en pulpet midskepps eller akterut, men större ribbåtar har ofta däckshus eller styrhytt.

## Användning
Ribbåtar är vanliga som fritidsbåtar, som snabbgående utflykts- eller transportbåtar, eller som jollar till segel- och motorbåtar. De används också yrkesmässigt av militär, kustbevakning,  sjöräddningssällskap, räddningstjänster, polis och som MOB-båt ombord på stora fartyg.

## Långdistansseglingsrekord med ribbåt
Den elva meter långa ribbåten Vilda, med dubbla dieselmotorer, satte den 14 augusti 2006 svenskt rekord i att segla från Ystad till Haparanda. Det tog 15 timmar och 26 minuter att avverka den 712 nautiska mil långa sträckan, vilket sänkte den tidigare rekordtiden från 1999 med 3 timmar. Härvid motsvarades medelhastigheten av 46 knop eller 85 km/h.

## Exempel på prestanda för stor ribbåt
- Typ: Militär amerikansk ribbåt, Naval Special Warfare RIB, för Navy SEAL-grupper[7]
- Längd: 11 meter
- Bredd: 3,2 meter inklusive uppblåsta gummipontoner, annars 2,6 meter
- Djupgående: 0,9 meter
- Deplacement: 7,9 ton
- Motorer: Två Caterpillar 3126 DITA, sexcylindriga inombordsturbodieselmotorer
- Hastighet:Över 40 knop (över 74 kilometer/timme)
- Räckvidd: 200 nautiska mil (370 kilometer)
- Bemanning: Tre besättningsmän och en SEAL-grupp på åtta soldater

## FIB (Flying Inflatable Boat)
Det italienska företaget Polaris Motor i Gubbio utvecklade under 1980-talet den ultralätta Polaris FIB, som är en kombination av en ribbåt och ett flygplan för två personer, som fortfarande produceras. Detta har en nettovikt på 216 kg och en bruttovikt på 405 kg och en högsta flyghastighet på 80 kilometer/timme.